# The Canon's Yeoman's Tale

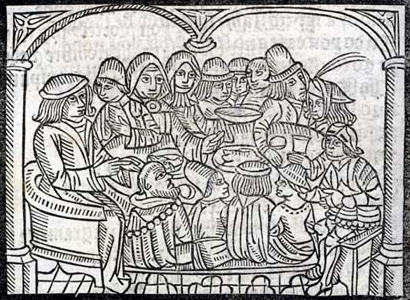
Het gezelschap pelgrims in Chaucers The Canterbury Tales, 1492, editie Richard Pynson, Londen.

The Canon's Yeoman's Tale is een van The Canterbury Tales van Geoffrey Chaucer. De Canon (kanunnik) en zijn Yeoman (vrijgeboren knecht) worden niet samen met de meeste andere pelgrims door Chaucer beschreven in de General Prologue, omdat ze het gezelschap pas na een snelle rit op weg naar Canterbury inhalen. Chaucer introduceert hen wanneer ze toestemming vragen aan de Host (Harry Bailly, de waard) om zich bij hen te voegen.
Nadat de Canon, die een alchemist blijkt te zijn, wat later het gezelschap boos verlaat, besluit de Yeoman om definitief met zijn meester te breken en het verhaal van zijn wedervaren met hem te vertellen. Hij vertelt bovendien nog een tweede verhaal over een andere canon-alchemist, die zelfs nog sluwer was dan zijn meester.

## Datering
Critici zijn het er niet over eens of Chaucer van in het begin van plan was om deze Canon en zijn Yeoman in The Canterbury Tales te introduceren. Er wordt wel algemeen aanvaard dat het verhaal vrij laat tijdens het werk aan The Canterbury Tales is geschreven. Ook het ontbreken van de hele episode in het Hengwrt Chaucer manuscript wijst daarop, of laat op zijn minst vermoeden dat het zijn plaats in de volgorde van The Canterbury Tales pas laat heeft gekregen.
Voor veel academici lijkt de levendige aanval op de alchemisten er op te wijzen dat Chaucer een echte persoon in gedachten gehad moet hebben toen hij The Canon's Yeoman's Tale samenstelde. In 1374 bekende kapelaan William de Brumley dat hij valse goudstukken gemaakt had volgens de leer van William Shuchirch, een kanunnik van de St. George's Chapel in Windsor. In 1390 was Chaucer verantwoordelijk voor de herstellingen aan deze kapel en als Shuchirch toen nog in leven was, is het best mogelijk dat Chaucer hem gekend heeft.

## Tekst
The Canon's Yeoman's Tale, gewoonlijk afgekort als 'CYT', behoort tot fragment VIII (G) en wordt in moderne edities gewoonlijk verdeeld in een proloog en een tweedelig verhaal.
De proloog en het eerste deel van het verhaal zijn nauw met elkaar verbonden: de Yeoman onthult dat zijn meester, de Canon, een mislukte alchemist is en beschrijft dan hun gezamenlijk verleden. Door het consequente taalgebruik van de Yeoman is het aannemelijk, dat deze twee delen waarschijnlijk als een geheel werden geschreven.
Het tweede deel van het verhaal vormt een eigen eenheid, onafhankelijk van de vorige onderdelen. Het zou kunnen dat Chaucer het tweede deel van dit verhaal niet voor The Canterbury Tales schreef, maar voor een echt publiek van onder andere kanunniken van Windsor.
In dat geval zou de proloog en het eerste deel van het verhaal later zijn toegevoegd om dit tweede deel in het kader van The Canterbury Tales te kunnen inpassen.
Dit standpunt wordt echter niet algemeen aanvaard.
De meeste manuscripten tonen alleen dat de proloog apart staat van wat later komt en plaatsen de twee delen van het verhaal zonder onderbreking onder elkaar. In de manuscripten die wel een onderverdeling aangeven, wordt dit gedaan met een grote hoofdletter.
Het Ellesmere manuscript is het enige manuscript met een volledige subtitel. Het suggereert met zijn 'prima pars' en 'pars secunda' dat deze indeling van Chaucer zelf zou zijn, wat niet noodzakelijk zo is, want in het Ellesmere manuscript wordt ook in andere verhalen een onderverdeling aangebracht.

## Chaucers beschrijving van de personages
De Canon is gekleed in zwarte kleren. Daaronder draagt hij een wit koorhemd over een soutane, die geen stuiver waard is. Hij draagt een mantel met een kap, waaronder hij een klisblad gelegd heeft tegen het zweet dat van zijn voorhoofd druipt. Zijn hoed hangt aan een riempje op zijn rug.
A man that clothed was in clothes blake, 

And undernethe he hadde a whyt surplys."

"His overslope nys nat worth a myte,"

"How that his cloke was sowed to his hood,"

"A clote-leef he hadde under his hood"

"His hat heeng at his bak doun by a laas,— CYT, 557, 558, 633, 571, 577, 574
Een man die gekleed was in zwarte kleren,

En daaronder had hij een wit koorhemd.

Zijn soutane was geen stuiver waard,

Hoe zijn mantel aan zijn kap genaaid was,

Een klisblad had hij onder zijn kap

Zijn hoed hing op zijn rug aan een riem,
Aan de hand van zijn kleding kan hij geïdentificeerd worden als een
Reguliere kanunnik van St. Augustinus, of een 'Zwarte kanunnik'.
De Canon berijdt een hackney, een klein rijpaard. Op het kruis van het paard ligt een dubbele zak, met maar weinig bagage.
De Yeoman rijdt ook te paard en ziet er bleek en grauw uit. Hij is armoedig gekleed en draagt een oude sok op zijn hoofd.
Now may I were an hose upon myn heed;— CYT 726
Zijn ogen tranen en hij vertelt dat hij er vroeger fris en roze uitzag en dat hij mooie kleren droeg.

## Synopsis

#### The Canon's Yeoman's Prologue
Wanneer de pelgrims zowat vijf mijl verwijderd zijn van Canterbury, worden ze ingehaald door twee mannen, een Canon en zijn Yeoman. Aan hun bezwete paarden is te zien dat ze snel gereden hebben om het gezelschap in te halen. De Yeoman begroet iedereen en vraagt toestemming aan de Host om zich met zijn meester bij hen te mogen aansluiten. Op zijn beurt informeert de Host naar het vertellerstalent van de Canon. Daarop zegt de Yeoman dat zijn meester een ervaren alchemist is, die weet hoe je een basismetaal in goud kunt veranderen. De Canon is niet blij met de onthullingen van zijn Yeoman en probeert hem te doen zwijgen. Wanneer dat echter niet lukt, verlaat hij boos mompelend het gezelschap. Daarop besluit de Yeoman om voorgoed te breken met zijn meester en verhalen te vertellen over de bedriegerijen van alchemisten.

#### The Canon's Yeoman's Taledeel 1

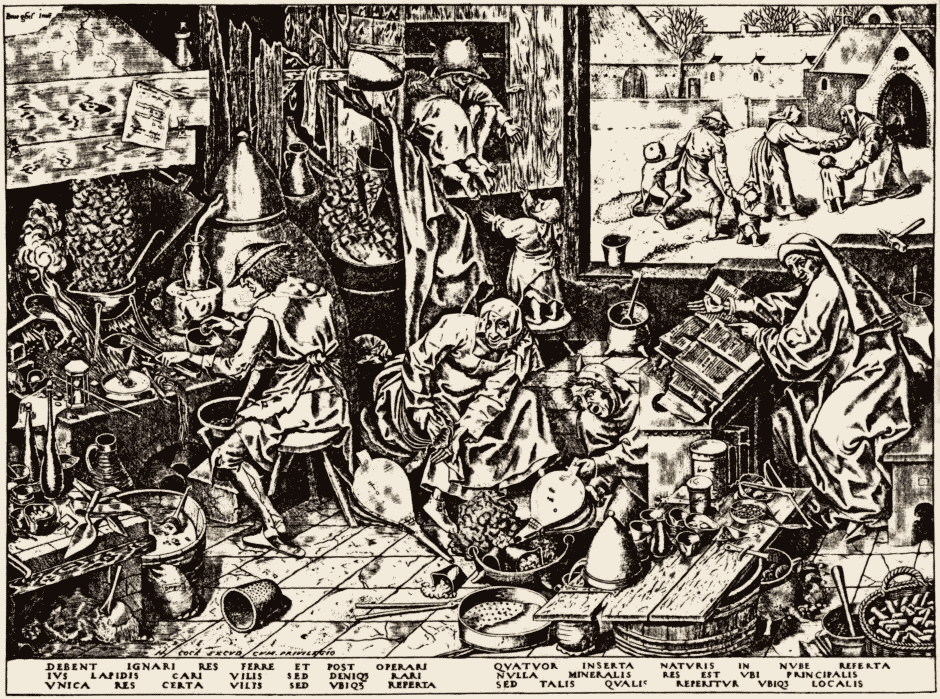
De Alchemist van Pieter Breughel de Oudere.

De Yeoman vertelt over de pogingen van zijn meester om de Steen der wijzen te vinden, waarmee een elixer gemaakt zou kunnen worden om alle ziekten te genezen. Tegelijkertijd beklaagt hij zich voor zijn eigen fascinatie voor de alchemie. Hij heeft zeven jaar lang voor de Canon gewerkt en is er echter nog niets wijzer van geworden, wel een stuk armer. Hij waarschuwt iedereen, die zich met alchemie wil bezighouden, dat het hem zuur zal opbreken.
Dan spreekt de Yeoman over de voorwerpen en de materialen die zijn meester gebruikt voor zijn ambacht en hij beschrijft gedetailleerd het mengen en verhitten van allerlei soorten ingrediënten en de vele mislukkingen, waarbij allerlei kostbare materialen verloren gaan. Hij noemt de vier geesten, de zeven lichamen en de vloeistoffen die zijn meester gebruikt. Al de moeite die de Canon doet is echter tevergeefs. Toch zou hij zijn deken voor 's nachts of zijn mantel voor overdag ruilen om opnieuw te proberen tot hij helemaal niets meer bezit.
Vervolgens vertelt de Yeoman over de mislukkingen tijdens het transmuteren van metalen, over de smeltkroes die vaak niet sterk genoeg is en breekt, waarbij het kostbare metaal verloren gaat. Over zijn meester die op zoek gaat naar de oorzaak van de mislukking, terwijl hijzelf de boel moet opruimen. En dat de Canon er telkens opnieuw in slaagt om zijn geldschieters te doen geloven dat het de volgende keer beter zal gaan.
De Yeoman besluit met de moraal van dit verhaal: "Niets is wat het lijkt, het is niet al goud wat blinkt".
But al thyng which that shineth as the gold
Nis nat gold, as that I have herd it told;— CYT 962-963

#### The Canon's Yeoman's Tale deel 2
De Yeoman doet een boekje open over een andere leugenachtige en zeer bedrieglijke Canon, hoewel hij er ook bij vertelt dat canons meestal eerlijk en oprecht zijn.
In Londen woonde een priester, die zo aangenaam en hulpvaardig was in de omgang, dat hij geen kost en inwoon aan zijn hospita hoefde te betalen. Daardoor had hij dan ook geld genoeg om uit te geven. Op een dag zocht de Canon hem op, vroeg hem of hij goud van hem kon lenen en beloofde dat binnen de drie dagen terug te betalen. Toen hij dat ook deed, was de priester onder de indruk. "Ik ben een man van mijn woord,", verzekerde de Canon hem. Daarop bood hij de priester aan om hem het meesterwerk van zijn ambacht (de alchemie) te tonen. Hij ensceneerde een experiment waarvoor hij kwikzilver vroeg, dat hij in zilver zou veranderen. De materialen werden aangevoerd en de Canon begon aan zijn werk. Dankzij enkele trucs overtuigde hij de priester ervan dat het experiment geslaagd was. Bovendien gebruikte hij nog een tweede truc om het laatste greintje twijfel bij de priester weg te nemen. De priester die diep onder de indruk was van het ganse gebeuren, vroeg de Canon of hij het recept om zilver te maken van hem mocht kopen. Daarop verkocht de Canon hem het recept voor veertig pond, drukte de priester op het hart om hier met niemand over te praten en vertrok vervolgens met de noorderzon. Volgens de Yeoman is dit het spijtige lot van iedereen die zich met bedrieglijke alchemisten inlaat. Het verhaal legt de alchemie bloot als de toevlucht van charlatans.
Toch blijft er ruimte voor het begrijpen van het verlangen dat iemand kan hebben naar de zoektocht voor kennis, want de Yeoman geeft vervolgens een uiteenzetting over wat de filosofen van de alchemie denken.
And right as swithe I wol yow tellen heere
What philosophres seyn in this mateere.— CYT 1426-1427
En ik wil je hier nu snel vertellen
Wat filosofen over deze materie zeggen.
Hij stelt zich bovendien de vraag waarom de Steen der wijzen nog steeds niet is gevonden en trekt het besluit dat we niet moeten proberen dingen te ontdekken die God geheim wil houden, dat zou zoiets zijn als ruzie maken met God.
Thanne conclude I thus, sith that God of hevene

Ne wil nat that the philosophres nevene

How that a man shal come unto this stoon,

I rede, as for the beste, lete it goon.— CYT 1472-1475
Dan besluit ik dus, vermits God in de hemel

Niet wil dat de filosofen uitleggen

Hoe iemand deze steen kan maken,

Zeg ik, voor je bestwil, laat het zo.

## Analyse

### Genre
De proloog van The Canon's Yeoman's Tale maakt de hele episode levensecht, maar valt niet meteen binnen een genre te plaatsen. In het tweedelige verhaal gebruikt Chaucer de satire om een beeld te geven van de professionele bedriegerij van de alchemisten, op een ietwat gelijkaardige manier zoals hij de werking van de kerkelijke rechtbanken beschrijft in The Friar's Tale of de wandaden van de friars (kloosterbroeders) in The Summoner's Tale. Net zoals deze twee verhalen kan The Canon's Yeoman's Tale als een "beroepssatire" omschreven worden. Voor The Friar's Tale en The Summoner's Tale kon Chaucer putten uit een rijke literaire traditie, maar de alchemie was relatief nieuw in zijn tijd en de alchemisten waren nog niet eerder verschenen in de literatuur. Hij moest zich dus beroepen op wat hij zelf gelezen had of te weten gekomen was over de alchemie.
Drie soorten geschriften kunnen een invloed gehad hebben op The Canon's Yeoman's Tale, hoewel het verhaal tot geen van die drie genres behoort. Eerst en vooral zijn er de verhandelingen over alchemie, die het jargon en enkele langere passages van het verhaal hebben verschaft. Het tweede genre is de fabel, die gaat over bedriegerij, wat te zien is in het tweede deel van het verhaal. Ook van belang zijn de verbodsbepalingen die uitgevaardigd werden tegen de alchemie.

### Structuur
De proloog, deel 1 en deel 2 van The Canon's Yeoman's Tale spelen zich elk af op een verschillend denkbeeldig niveau, hebben elk een gelijkaardige structuur en ze gaan elk over hetzelfde onderwerp, namelijk het onvermogen van de alchemie om te voldoen aan haar verwachtingen.
De proloog speelt zich af op het niveau van de bedevaart zelf. De Canon wordt geïntroduceerd en hij lijkt net zo 'echt' als de andere pelgrims. Daarop hemelt de Yeoman zijn meester op, maar naarmate het gesprek met de Host vordert, onthult de Yeoman het onvermogen van de Canon om zijn beweringen waar te maken. Pelgrim Chaucer brengt verslag uit van dit feit.
Deel 1 is een fictief verhaal dat verteld wordt alsof het echt gebeurd is. Het hoort niet bij de verhalen die de pelgrims vertellen. Nadat de Canon mompelend het gezelschap heeft verlaten, besluit de Yeoman op verzoek van de Host zo veel mogelijk te vertellen over zijn vroegere leven. Het verhaal zelf begint met de introductie van de Canon:
With this Chanoun I dwelt have seven yeer,— CYT 720
Bij deze kanunnik ben ik zeven jaar in dienst geweest,
De Yeoman geeft eerst een lange uiteenzetting over de alchemie voordat hij terugkeert naar zijn oorspronkelijke onderwerp, het verhaal van zijn leven. Aan de hand van de mislukkingen waarover hij vertelt, wordt aangetoond dat alchemie niet werkt. Het verhaal eindigt met een moraliserende boodschap.
Deel 2 van het verhaal maakt deel uit van de prijskamp voor de beste verhalenverteller en heeft ook een structuur op zich. Het begint met de introductie van de tweede canon:
Ther is a chanoun of religioun
Amounges us,— CYT 972-973
Vervolgens gaat het over in een verontschuldiging ten opzichte van de wel godvruchtige kanunniken en keert dan terug naar het eigenlijke verhaal over de sluwe Canon en de priester in Londen. Ook dit deel eindigt ook met een moraliserende boodschap.

### Thema
Het thema van The Canon's Yeoman's Tale is hoe alchemie niet werkt.

Chaucer had een grote belangstelling voor astrologie en geneeskunde. Het is dan ook niet te verwonderen dat hij ook nieuwsgierig was naar de alchemie. De Yeoman gebruikt een heleboel technische termen tijdens het eerste deel van het verhaal, waaronder
Unslekked lym, chalk, and gleyre of an ey,

Poudres diverse, asshes, donge, pisse, and cley,

Cered pokkets, sal peter, vitriole,

And diverse fires maad of wode and cole;— CYT 806-809
Ongebluste kalk, krijt, eiwit,

Diverse poeders, as, mest, pis, en klei,

Gewaxte zakken, salpeter, vitriool,

En diverse vuren gemaakt van hout en kolen;
Middeleeuwse toehoorders zullen hiervan ook maar een paar woorden hebben gekend en dan waarschijnlijk nog de verkeerde ook, zoals 'gleyre of an ey' (eiwit), 'donge'(mest) en 'pisse' (pis). Chaucer moet er een heleboel over gelezen hebben om dit jargon te kunnen schrijven.

In de twee delen van het verhaal faalt de alchemie echter en de enige chemische veranderingen die plaatsvinden zijn in de hoofdpersonen zelf: hun gezicht druipt zodanig van het zweet dat ze op een alchemistische distilleerkolf lijken, terwijl hun huidskleur van rozerood in loodgrijs verandert. Uiteindelijk blijkt dat mensen geen materie kunnen veranderen, behalve die van henzelf. Toch blijft de Yeoman vasthouden aan de mogelijkheden van de alchemie, maar hij geeft toe dat het vermogen om te scheppen en te transformeren aan God alleen toebehoort. 

De Yeoman eindigt met het citeren van Arnaldus de Villa Nova en Plato. De beperkingen van de menselijke vermogens worden erkend, maar de alchemie op zich wordt niet helemaal veroordeeld. The Canon's Yeoman's Tale legt de alchemie bloot als een toevluchtsoord voor bedriegers en een vernietiger van mensenlevens. En toch blijft er begrip voor het verlangen van individuen in hun zoektocht naar kennis.

### Historische context

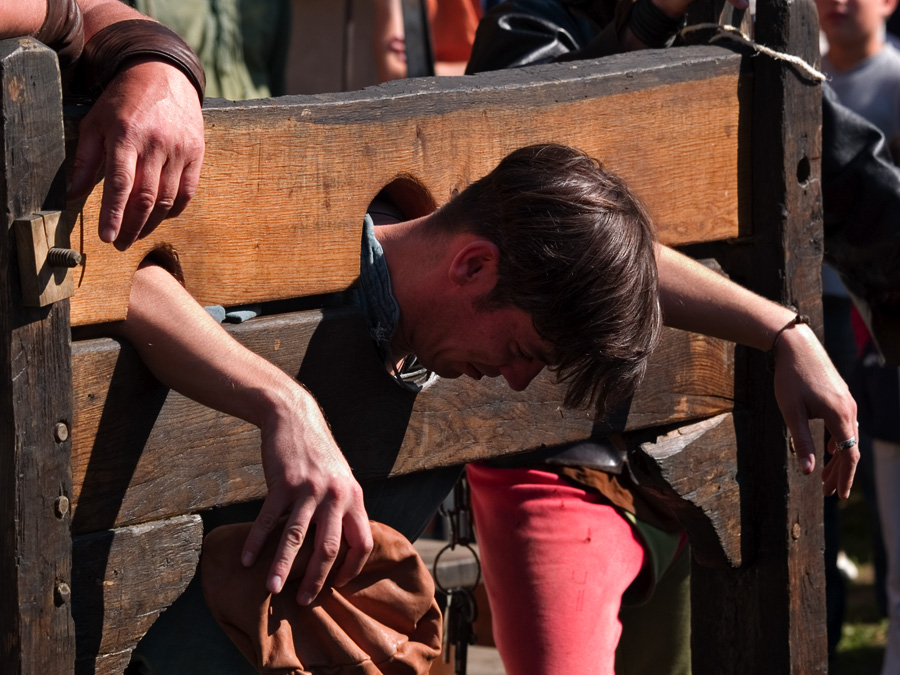
De schandpaal als middeleeuwse straf.

Twee van Chaucers verhalen zijn specifiek in Londen gesitueerd, namelijk het onafgewerkte The Cook's Tale en The Canon's Yeoman's Tale. Voor geen van beide verhalen is een literaire bron gevonden. Hoewel het tweede deel van de The Canon's Yeoman's Tale begint met
In Londoun was a preest— CYT 1012
is het nauwelijks een Londens verhaal te noemen, want er is niets van de stad zelf te bemerken. De gebeurtenissen spelen zich binnenshuis af. Toch is er een gelijkenis in het verhaal, met de frauduleuze praktijken, die de stad Londen en de rechterlijke instanties in die tijd zo graag wilden uitroeien. Uit overgeleverde Londense documenten blijkt de bezorgdheid over de reeks frauduleuze misdrijven, van het verkopen van bedorven voedsel, tot het beoefenen van de magie. Gezworenen kregen de opdracht om zulke bedriegerijen te ontdekken en te bestraffen. Degenen die zich er aan schuldig maakten werden publiekelijk berispt, vaak aan de schandpaal. De Canon in het verhaal wint het vertrouwen van de priester door snel een lening terug te betalen en verklaart dan
Trouthe is a thyng that I wol evere kepe'— CYT 1044
Ik zal altijd mijn woord houden.
waarop hij de goedgelovige priester prompt bedriegt en verdwijnt met de noorderzon.
De documenten staan vol van dergelijke trucs die uitgehaald werden met lichtgelovige slachtoffers en waarbij gebruikgemaakt werd van de relatieve anonimiteit van de stad. Net zoals zijn Londense medeburgers zal Chaucer veel van dergelijke gevallen gekend hebben, zodat hij geen literaire bron nodig had voor zijn verhaal.

## Bronnen en analogieën

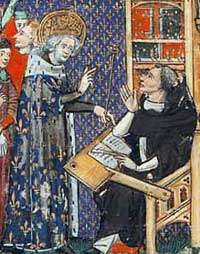
Koning Lodewijk IX en Vincent de Beauvais.